# Sylvain Barou
 (janvier 2010).
Si vous disposez d'ouvrages ou d'articles de référence ou si vous connaissez des sites web de qualité traitant du thème abordé ici, merci de compléter l'article en donnant les références utiles à sa vérifiabilité et en les liant à la section « Notes et références ».
Pour les articles homonymes, voir Barou.
Sylvain Barou, né en 1978, est un flûtiste français, célèbre dans le domaine de la musique bretonne et de la musique irlandaise. Il joue également des uilleann pipes, biniou kozh, bansurî, duduk, zurna,neyanban, gaïda, etc.

## Biographie
En région grenobloise, c'est avec son voisin Daniel Saulnier, qu'il découvre dès l'âge de 12 ans la flûte et joue sur un practice set de uilleann pipes. Il écoute essentiellement de la musique irlandaise, des groupes comme Bothy Band, Planxty ou Matt Molloy. À 14 ans, sa rencontre avec le flûtiste breton Jean-Michel Veillon lui permet de découvrir les musiques et instruments de Bretagne et d'ailleurs. 
En 1998, à l'occasion d'un concert, à Quimper, du luthier Harsh Wardhan de Delhi, il s'initie à la musique indienne et à la pratique de la flûte bansurî. Il acquiert ainsi la rigueur d'écoute inhérente à cette musique, développe les possibilités de timbre, d'ornementations, puis transpose ce savoir à la musique bretonne, après avoir remarqué certains phrasés élaborés par les chanteurs ou sonneurs.
Durant sa carrière, il joue dans diverses formations : Guidewires, Celtic Procession, Jean-Charles Guichen (duo), Florian Baron (duo),Guichen (trio),Stelios Petrakis, Keyvan Chemirani, Trilok Gurtu, Nguyên Lê, Adnan Joubran (Borders Behind), Vincent Segal, Karim Ziad, Baptiste Trotignon, Prabhu Edouard (Kolâm), Donal Lunny-Pádraig Rynne (trio), John Doyle-Seamie O'Dowd (trio), Veillon-Hamon (quintet), Ganga Procession -Pellen (quintet), Sualtam (quintet), Smadj, Comas, Thali⁴Gang (Trilok Gurtu/Geoffroy Tamisier/Jacques Pellen)…

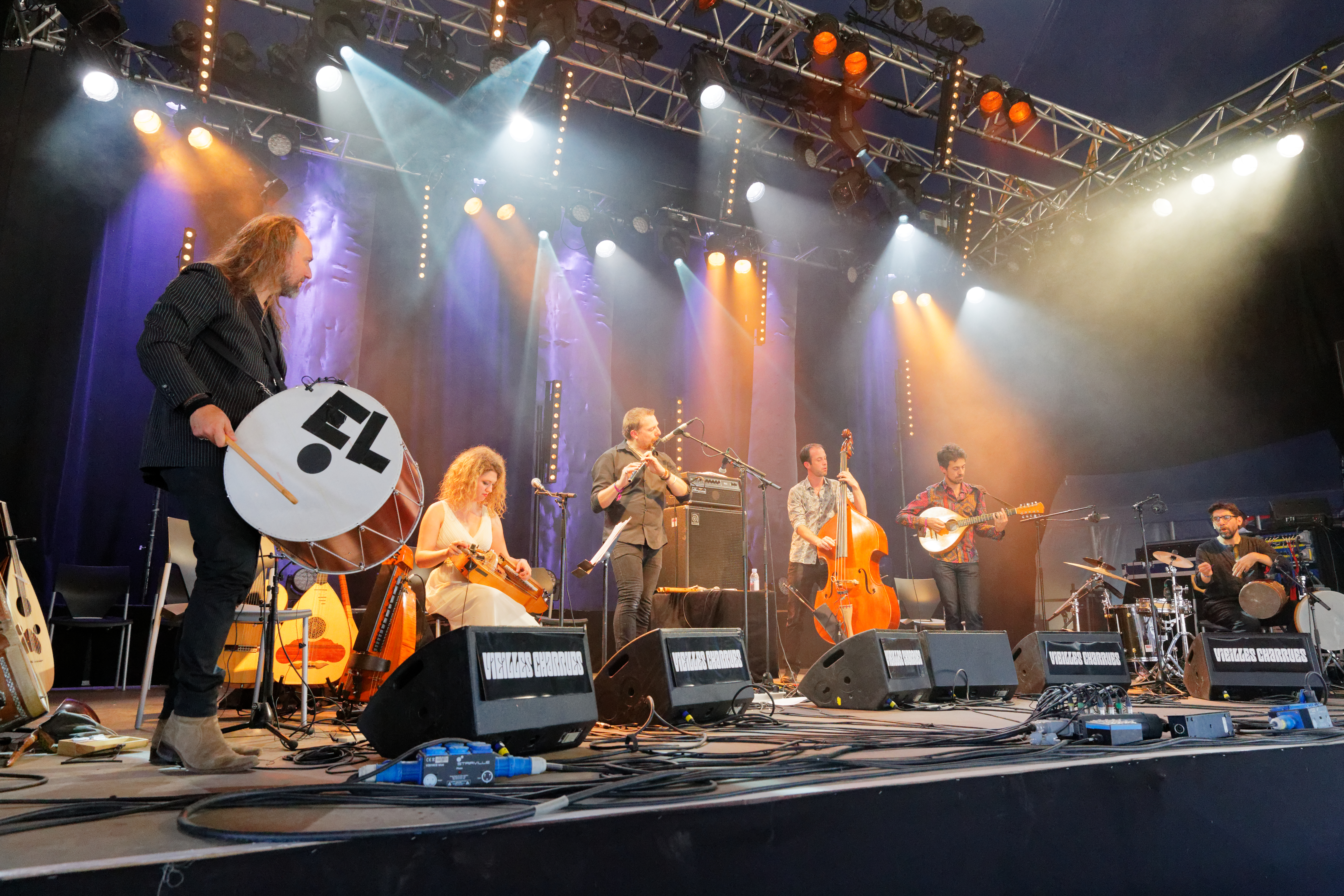
Concert sous son nom au festival des Vieilles Charrues 2017.

Il enregistre sur plus d'une cinquantaine d'albums pour des artistes comme Denez Prigent, Dan Ar Braz, Soïg Sibéril, Gilles Le Bigot, Liz Carroll, Pat O'May, Yvan Cassar, Alain Genty, Erik Marchand, les frères Boclé, Keyvan Chemirani, Prabhu Edouard, Efrén Lopez, Eleonore Fourniau, Hadrien Ferraud, Didier Squiban
Son projet sous son nom est en élaboration depuis 2007. Son premier album solo sort en janvier 2012. De nombreux invités y sont conviés : Donal Lunny, Gilles Le Bigot, John Doyle, Alain Genty, Youenn Le Bihan, Prabhu Edouard… Sur scène il est accompagné de Ronan et Jacques Pellen, Julien Stevenin et Keyvan Chemirani ou en trio (Pellen-Chemirani).

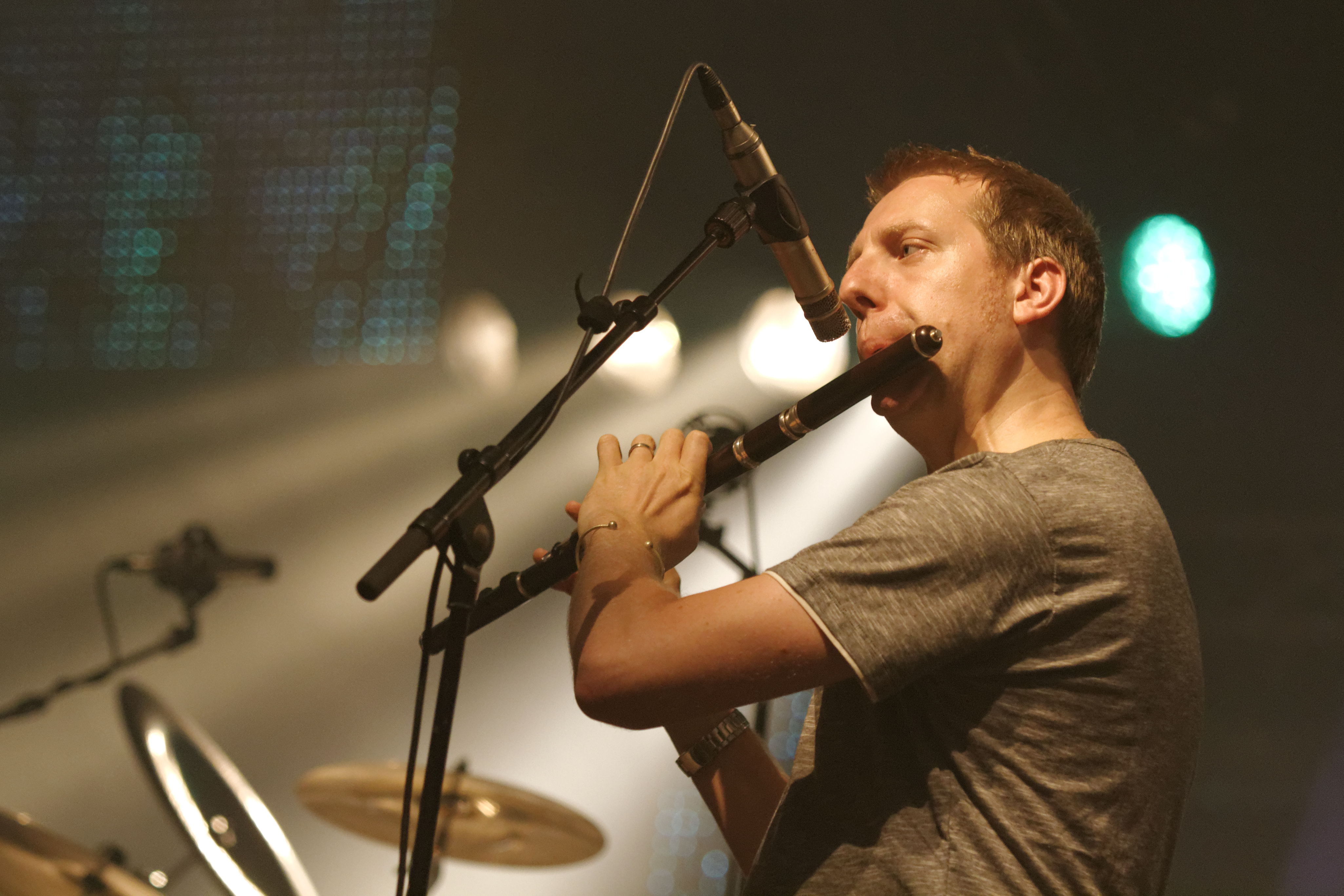
Avec Dan Ar Braz pour la célébration des 20 ans de l'Héritage des Celtes
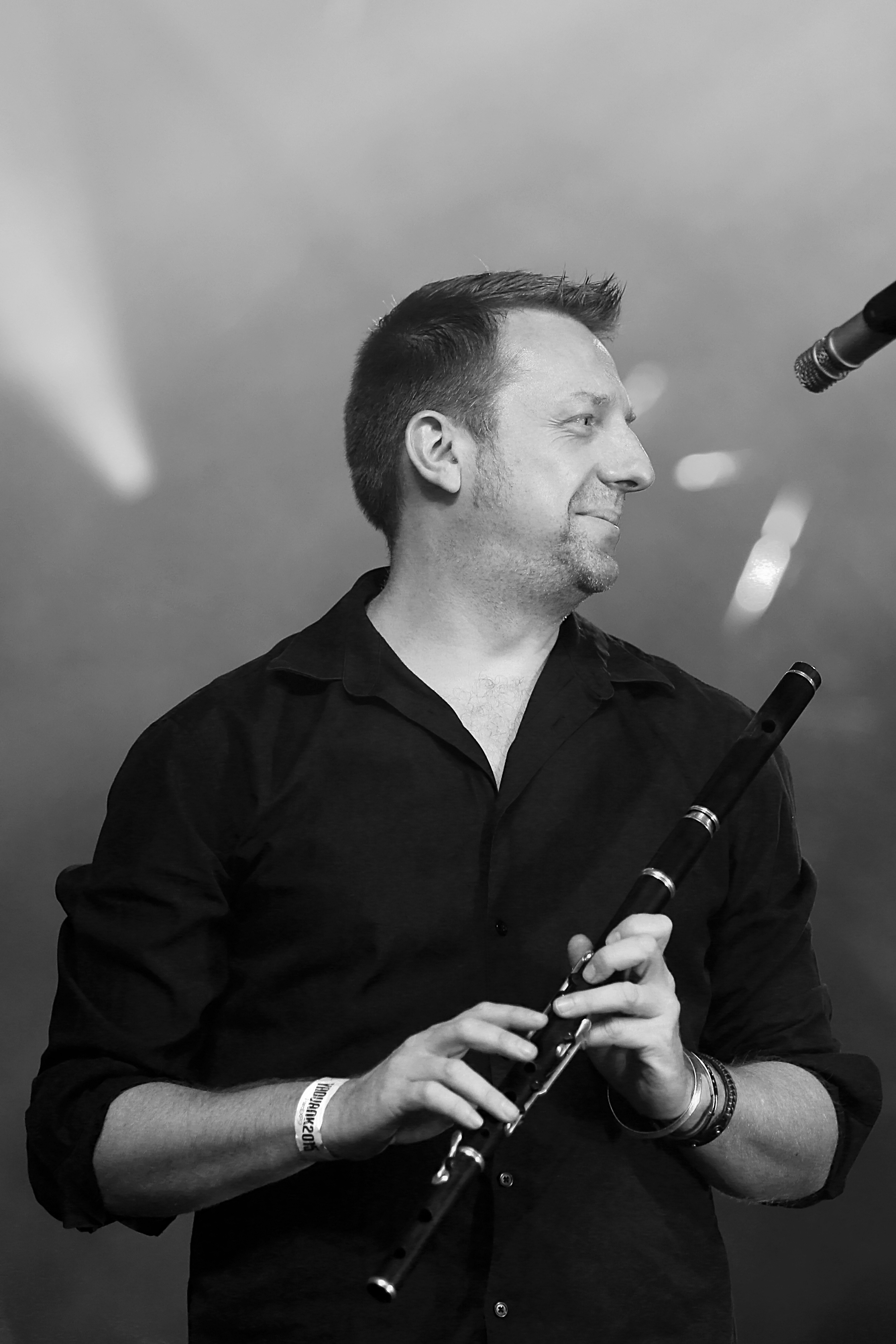
Avec Landat-Moisson en 2015 à Yaouank

## Discographie
- 2021: Jacques Pellen & Offshore « Standing on the Shore » (Paker Prod)
- 2021: Smadj « Dual » (Pschiit)
- 2020: Istan (trio) (Coop Breizh)
- 2020: Stephane Edouard « Pondicergy Airlines »
- 2020: Liamm-Xavier Boderiou
- 2020: Barou-Noguet-Conq (Coop-Breizh)
- 2020: Emrah Kaptan « Ashik »
- 2019: Trio Joubran « The Long March »
- 2019: Efrén Lopez E.A.R
- 2018: Barou/Pellen « The Last days of Fall » (Coop-Breizh)
- 2018: Fred Guichen « Dor An Enez » (Paker Prod)
- 2012 : Sylvain Barou (Aremorica records)
- 2013 : Triad avec Dónal Lunny  et Padraig Rynne (Keltia Musique)
- 2014 : Morenn avec Xavier Boderiou et Jacques Pellen (Coop Breizh)
- 2014: Keyvan Chemirani AVAZ (Innacor)
- 2017 : Offshore //:Shorewards (Paker prod, Coop Breizh)
- 2010 Boclé Brothers « Keltic Tales

### Participations
- 2016 : Ganga Procession
- 2016 : Prabhu Edouard - Kôlam
- 2014 : Keyvan Chemirani  - Avaz
- 2014 : Dan Ar Braz - Célébration d'un héritage (invité du live)
- 2013 : Duo Landat Moisson - An tan skornet
- 2013 : JOA (mixing and mastering engineer)
- 2013 : Duo Rozenn Talec/Yannig Noguet - Mouezh An Diaoul (Coop Breizh)
- 2011 : Guidewires - II
- 2010 : Hamon Martin Quintet : Du silence et du temps
- 2010 : J-B & Gildas Boclé - Keltic Tales : Crossfields
- 2009 : Guidewires : Live
- 2008 : Olli and the Bollywood Orchestra : Tantra
- 2008 : Seheno : Ka
- 2007 : David Pasquet : Sa différence
- 2007 : Nuit de la Saint Patrick à Bercy
- 2007 : KV Express : Luna
- 2005 : Olli and the Bollywood Orchestra :  Kitch’En (Sony)
- 2005 : David Pasquet Group : Breudeur Ar Stered
- 2005 : Wooden Flute Obsession : Vol.1
- 2005 : Chris Dawson: Out on the edge
- 2004 : Les Frères Guichen : Frères
- 2004 : Aidan Burke : Feel the bow
- 2004 : Helen Flaherty : Oft times I’ve been cheery
- 2004 : Denez Prigent : Sarac’h
- 2003 : Yvan Cassar : L’Odyssée de L’Espèce
- 2003 : Comas
- 2003 : Nolwenn Korbell : N’eo Ket Echu
- 2003 : Beltaine : Irish traditional dance music
- 2003 : Land’s end : Kildroennoù spered
- 2002 : Karma : Liesliw
- 2002 : Sualtam : Irish music
- 2002 : Denez Prigent : Live Holl A Grevret (Barclay)
- 2000 : Denez Prigent : Irvi (Barclay)
- 2000 : Gwazigan : Y’avait du monde
- 2000 : Djal : Nuits blanches
- 2000 : Pigtown : Irish music
- 2000 : Hyaëna : Le fer et la soie
- 1999 : Ceol : The last order

### Biographie
- Caroline Le Marquer, « Sylvain Barou. Donner à la musique bretonne de nouvelles couleurs », Musique bretonne, n°194, janvier 2006, p. 23
- Caroline Le Marquer, « Sylvain Barou. Flûtiste voyageur », Musique bretonne, n°221, juillet 2007, p. 12-15
- Anne Girard, « Jean-Michel Veillon. La flûte traversière en bois, de l'Irlande à la France. Bretagne : Sylvain Barou », Trad Magazine, no 132,‎ juillet-août 2010, p. 24-25